# Allie Kiicková
Alexandra „Allie“ Kiicková (* 30. června 1995 Fort Lauderdale, Florida) je americká profesionální tenistka. Ve své dosavadní kariéře na okruhu WTA Tour nevyhrála žádný turnaj. V rámci okruhu ITF získala do září 2020 sedm titulů ve dvouhře a jeden ve čtyřhře.
Na žebříčku WTA byla ve dvouhře nejvýše klasifikována v červnu 2019 na 126. místě a ve čtyřhře pak v květnu 2014 na 214. místě. na juniorském kombinovaném žebříčku ITF nejvýše figurovala v dubnu 2012 na 14. místě. Připravuje se ve středisku Amerického tenisového svazu v Lake Nona u Orlanda. Trénuje ji Kathy Rinaldiová.

## Soukromý život
Narodila se roku 1995 ve floridském Fort Lauderdale do rodiny Mary a Jima Kiickových. Otec hrál profesionálně americký fotbal. S týmem Miami Dolphins dvakrát zvítězil v Super Bowlu. Má bratra Austina. V devíti letech ji k tenisu přivedla matka. Za preferovaný povrch uvedla antuku.
Mezi srpnem 2015 a květnem 2017 absentovala na profesionálních okruzích pro zdravotní potíže. V tomto období prodělala čtyři operace kolena, mononukleózu a v srpnu 2015 jí byl na zádech diagnostikován maligní melanom, nádorové onemocnění kůže ve II. stadiu. Podstoupila tak chirurgickou resekci ložiska.

## Tenisová kariéra
V rámci hlavních soutěží událostí okruhu ITF debutovala v březnu 2011, když na turnaj v alabamském Pelhamu s dotací 25 tisíc dolarů obdržela divokou kartu. V úvodním kole podlehla Rusce Jevgeniji Rodinové. Premiérový titul v této úrovni tenisu vybojovala během září 2011 v Amelia Island, antukovém turnaji s rozpočtem 10 tisíc dolarů. Ve finále přehrála krajanku Chalenu Schollovou z druhé světové stovky.
V kvalifikaci okruhu WTA Tour debutovala letním Citi Open 2012 ve Washingtonu, D.C., kde ji do dvouhry nepustila Venezuelanka Gabriela Pazová. O měsíc později se zúčastnila první kvalifikační soutěže na grandslamu, newyorském US Open 2012. Poražena z ní odešla od Bulharky Dii Jevtimovové. Ve Flushing Meadows 2012 prožila také debut v hlavní grandslamové soutěži, když do ženské čtyřhry obdržela se Samanthou Crawfordovou divokou kartu. V úvodním kole však nenašly recept na lotyšsko-bosenskou dvojici Dekmeijereová a Jugićová-Salkićová.
Do hlavní singlové soutěže túry WTA premiérově zasáhla na březnovém Sony Open Tennis 2012 v Key Biscayne, po udělení divoké karty do kvalifikace. Po výhře nad krajankou Vaniou Kingovou z ní postoupila do dvouhry. V ní na úvod prohrála se sedmdesátou šestou hráčkou žebříčku Madison Keysovou. Na US Open 2017 zvládla tříkolovou kvalifikaci, v jejímž závěru zdolala krajanku Victorii Duvalovou z páté světové stovky. V prvním kole newyorské dvouhry pak uhrála jen tři gemy na dvacátou ženu klasifikace Darju Gavrilovovou z Ruska. Přes Britku Katie Boulterovou se probojovala do prvního kariérního čtvrtfinále na Citi Open 2018. V něm ji však vyřadila Číňanka Čeng Saj-saj z deváté světové desítky.

## Tituly na okruhu ITF
| Dotace turnajů okruhu ITF | Dotace turnajů okruhu ITF |
| ------------------------- | ------------------------- |
| 100 000 $ tournaments     | 80 000 $ tournaments      |
| 75 000 $ tournaments      | 60 000 $ tournaments      |
| 50 000 $ tournaments      | 25 000 $ tournaments      |
| 15 000 $ tournaments      | 10 000 $ tournaments      |

### Dvouhra (7 titulů)
| č. | datum         | turnaj                         | povrch | soupeřka ve finále  | výsledek           |
| -- | ------------- | ------------------------------ | ------ | ------------------- | ------------------ |
| 1. | září 2011     | Amelia Island, Spojené státy   | antuka | Chalena Schollová   | 6–7(5–7), 6–2, 6–3 |
| 2. | březen 2013   | Gainesville, Spojené státy     | antuka | Kateřina Kramperová | 7–5, 6–1           |
| 3. | prosinec 2013 | Mérida, Mexiko                 | tvrdý  | Ajla Tomljanovićová | 3–6, 7–5, 6–0      |
| 4. | duben 2015    | Charlottesville, Spojené státy | antuka | Katerina Stewartová | 7–5, 6–7(3–7), 7–5 |
| 5. | červenec 2018 | Båstad, Švédsko                | antuka | Isabella Šinikovová | 6–2, 6–1           |
| 6. | červen 2019   | Barcelona, Španělsko           | antuka | Çağla Büyükakçay    | 7–6(7–3), 3–6, 6–1 |
| 7. | říjen 2019    | Cúcuta, Kolumbie               | antuka | Conny Perrinová     | 6–2, 6–2           |

### Čtyřhra (2 tituly)
| Č. | datum         | turnaj                    | povrch | spoluhráčka        | poražené finalistky                | výsledek         |
| -- | ------------- | ------------------------- | ------ | ------------------ | ---------------------------------- | ---------------- |
| 1. | červenec 2013 | Winnipeg, Kanada          | tvrdý  | Heidi El Tabakhová | Samantha Murrayová Jade Windleyová | 6–4, 2–6, [10–8] |
| 2. | leden 2022    | Vero Beach, Spojené státy | antuka | Sophie Changová    | Anna Rogersová Christina Roscaová  | 6–3, 6–3         |